# Parafia św. Jacka w Ottawa
Parafia św. Jacka w Ottawie (ang. St. Hyacinth's Parish) – parafia rzymskokatolicka położona w Ottawie, w prowincji Ontario w Kanadzie.
Jest ona parafią wieloetniczną w archidiecezji Ottawa, z mszą w języku polskim dla polskich imigrantów. Prowadzą ją ojcowie oblaci.
Ustanowiona w 1957 roku. Parafia została dedykowana św. Jackowi.

## Historia
W latach 1945–1949, do Ottawy przybyła duża grupa żołnierzy z Wielkiej Brytanii, jeńców i więźniów obozów koncentracyjnych oraz uchodźców i ich rodziny. Aby sprostać potrzebie uczestniczenia we mszy św. w języku polskim, w 1948 roku misjonarze oblaci rozpoczęli regularne duszpasterstwo w Ottawie.
28 stycznia 1957 została powołana parafia św. Jacka, a pierwsza msza św. została odprawiona 4 sierpnia 1957 roku przez ks. Jana Sajewicza, OMI.  Architektem kościoła był Roman Stankiewicz.

## Grupy parafialne
- Ruch Światło-Życie
- Koło Różańca Żywego
- Rycerze NMP
- Duchowa Adopcja Dziecka Poczętego

## Nabożeństwa w j. polskim
- Poniedziałek - 19, Środa-Piątek - 19
- Sobota – 18:00
- Niedziela – 8:30; 11:00; 12:30; 19:00